# Верзелен, Пьер-Жан
Пьер-Жан Верзелен (фр. Pierre-Jean Verzelen) — французский политик, сенатор от департамента Эна.

## Биография
Родился 29 августа 1983 года в Лане, один из трех детей в семье фермера и медсестры. Получил высшее образование в Лилле, участвовал в программе Бизнес-школы EDHEC-BBA, обучался по программе Эразмус в Будапеште в 2006 году.
В 2006 году начал свою карьеру в качестве бизнес-менеджера, в 2008 году стал поверенным в делах банковской группы CIC Северо-Запад. После начала политической карьеры отказался от предложения работать в отделении страховой компании Axa Group в Лане.
Пьер-Жан Верзелен избран мэром поселка Креси-сюр-Сер в 2014 году. В том же году он был избран президентом ассоциации коммун области Сер. Его деятельность на этом посту получила широкую известностью благодаря предложению выплачивать бонус в размере 5000 евро за любое приобретение дома на территории области, находившегося в продаже более 2 лет. Ассоциация коммун также является одной из первых территорий департамента Эны по внедрению оптического волокна. Он также внедрил экономические методы стимулирования сбора бытовых отходов.
В 2015 году Пьер-Жан Верзелен в паре с Изабель Иттеле одержал победу на выборах в Совет департамента Эна от кантона Марль, победив действовавшего председателя Генерального совета Ива Додиньи. Был избран первым вице-президентом Совета департамента, отвечал за вопросы сельского хозяйства и землепользования. Пьер-Жан Верзелен сумел договориться с медицинскими факультетами в Реймсе и Амьене, чтобы обучающиеся там студенты-медики могли проходить стажировку у врачей общей практики в департаменте Эна. Он отвечал за состояние дорог в департаменте Эна, внедрил программу обновления мостов.
В 2018 году Пьер-Жан Верзелен сменил Николя Фрикото на посту президента пожарной и спасательной службы департамента Эна. В целях содействия набору молодых добровольцев в пожарные команды он разработал систему государственного финансирования получения водительских прав для любого нового молодого пожарника. После переговоров и подписания соглашения с региональным Агентством здравоохранения Пьер-Жан Верзелен сумел резко сократить количество недостатков в работе системы скорой помощи. В 2019 году он вел переговоры с бастующими пожарными во время общенациональной забастовки, пришел к соглашению с лидерами забастовщиков в социальных вопросах и добился прекращения забастовки в департаменте Эна.
Президент отделения партии Республиканцы в департамента Эна с января 2016 года, в 2017 году он был избран президентом ассоциации мэров департамента. В 2020 году Пьер-Жан Верзелен был переизбран мэром Креси-сюр-Сер и президентом ассоциации коммун области Сер. В это же году он вышел из партии Республиканцы, а в октябре 2020 года возглавил собственный список на выборах в Сенат. Список Пьера-Жана Верзелена занял второе место и завоевал одно место в Сенате, которое ему и досталось.
В Сенате Пьер-Жан Верзелен является членом Комитета по территориальному планированию и устойчивому развитию.

## Занимаемые выборные должности
- 28.03.2014 — 30.10.2020 — мэр коммуны Креси-сюр-Сер
- с 29.03.2015 — член Совета департамента Эна от кантона Марль
- 02.04.2015 — 30.10.2020 — первый вице-президент Совета департамента Эна
- с 01.10.2020 — сенатор от департамента Эна